# Hatton (Warwickshire)
Pour les articles homonymes, voir Hatton.
Hatton est un village et une paroisse civile du Warwickshire, en Angleterre. Administrativement, il dépend du district de Warwick.